# 山地阿魏
山地阿魏（学名：Ferula akitschkensis）为伞形科阿魏属的植物。分布在俄罗斯以及中国大陆的新疆等地，生长于海拔900米至2,100米的地区，常生长在山地灌丛、草坡以和砾石质山坡上，目前尚未由人工引种栽培。

## 异名
- Ferula transitoria Korov.